# Oxytropis selengensis
Oxytropis selengensis är en ärtväxtart som beskrevs av Aleksandr Andrejevitj Bunge. Oxytropis selengensis ingår i släktet klovedlar, och familjen ärtväxter. Inga underarter finns listade i Catalogue of Life.